# 소백로
소백로(Sobaek-ro)는 경상북도 예천군 감천면에서 봉화군 물야면 물야삼거리를잇는 도로이다.

## 주요 경유지
경상북도
- 예천군 (감천면) - 영주시 (봉현면 - 풍기읍 - 순흥면 - 단산면 - 부석면) - 봉화군 (물야면)

## 노선
| 이름           | 접속 노선                    | 소재지 | 소재지 | 비고 |
| -------------- | ---------------------------- | ------ | ------ | ---- |
| 포리교차로     | 충효로                       | 예천군 | 감천면 |      |
| 진평교차로     | 석송로                       | 예천군 | 감천면 |      |
| 대촌교         |                              | 영주시 | 봉현면 |      |
| 풍기IC 교차로  | 제55호선 중앙고속도로        | 영주시 | 봉현면 |      |
| 봉현 교차로    | 국도 제5호선 (죽림로) 오현로 | 영주시 | 봉현면 |      |
| 오현회전교차로 | 신재로                       | 영주시 | 봉현면 |      |
| 운학교         | 남원로                       | 영주시 | 풍기읍 |      |
| 동부교         | 동양대로100번길              | 영주시 | 풍기읍 |      |
| 동양대삼거리   | 동양대로                     | 영주시 | 풍기읍 |      |
| 순흥 교차로    | 회현로 순흥로55번길          | 영주시 | 순흥면 |      |
| 읍내사거리     | 죽개로 순흥로                | 영주시 | 순흥면 |      |
| 제월교         | 청구길                       | 영주시 | 순흥면 |      |
| 옥대교         |                              | 영주시 | 단산면 |      |
| 옥대삼거리     | 옥대로                       | 영주시 | 단산면 |      |
| 소천사거리     | 소천로                       | 영주시 | 부석면 |      |
| 부석교         |                              | 영주시 | 부석면 |      |
| 부석회전교차로 | 부속로 부석사로              | 영주시 | 부석면 |      |
| (이름없음)     | 문수로                       | 봉화군 | 물야면 |      |
| 물야삼거리     | 문수로                       | 봉화군 | 물야면 |      |

## 주요 건물 및 시설
- 풍기IC 시외버스 정류장 (소백로 1645/대촌리 438)
- S-OIL 풍기IC 주유소 (소백로 1657/대촌리 441-6)
- 세븐일레븐 풍기IC점 (소백로 1755/오현리 156)
- HD현대오일뱅크 금강주유소 (소백로 1877/동부리 136-1)
- S-OIL 산정 주유소 (소백로 1895/동부리 123)
- 경동택배 영주풍기동부 195 영업소 (소백로 1909/동부리 195-2)
- SK에너지 한국 주유소 (소백로 3220/옥대리 155-3)
- 단산면 의용소방대 (소백로 3257/옥대리 164-13)
- HD현대오일뱅크 석정주유소 (소백로 3730/소천리 397)
- 알뜰 영주농협 주유소 부석지점 (소백로 3750/소천리 393-1)